# Claude Guilhot
Claude Guilhot (* 2. September 1928 in Toulouse; † 15. Dezember 1990 in Paris) war ein französischer Jazzmusiker (Vibraphon, auch Schlagzeug).
Guilhot, dessen Vater und Großvater als Musiklehrer tätig waren, begann seine Karriere als Schlagzeuger, als er u. a. mit Charles Barrié, Jacques Gauthé und Mezz Mezzrow spielte. Ende der 50er-Jahre wechselte er zum Vibraphon als Hauptinstrument. Mit Michel Roques leitete er ein Ensemble, das mit Gastmusikern wie Don Byas, Buck Clayton, Bill Coleman, Sonny Grey und Lucky Thompson auftrat. 1962 zog er nach Paris, wo er mit Kenny Clarke, Alix Combelle, Jimmy Gourley, Henri Renaud und Hal Singer arbeitete. 1964 spielte er für Pathé/Columbia das Bach-Album Bach on Vibes (auch Das temperierte Vibraphon) ein, an dem Pierre Cullaz, Roland Lobligeois (Bass), Philippe Combelle, Gilbert Rovère und Eddy Louiss mitwirkten. Weitere Aufnahmen unter eigenem Namen entstanden 1966/67 für Pathé mit Georges Arvanitas, Jacky Samson und Charles Saudrais. Mit Arvanitas und Pierre Dutour spielte er 1969 die LP Belbology ein. 1971 spielte er als Schlagzeuger mit Champion Jack Dupree. In den 1970er- und 80er-Jahren nahm er mit dem Georges Arvanitas Jazz Quartet weitere Alben auf, wie Traficos (Owl, 1975), The Hound of Music (1978); bei Petit Voyage (1979) spielten neben Guilhot Marc Fosset, Patrice Caratini und Charles Saudrais. 1985 nahm er mit Patrick Saussois auf; 1986 entstand noch mit George Arvanitas das Duoalbum Qu'est-ce qu'on joue?. Im Bereich des Jazz war er von 1964 bis 1986 an 16 Aufnahmesessions beteiligt.

## Lexikalischer Eintrag
- Michel Laplace, Claude Guilhot. In: Barry Kernfeld (Hrsg.) The New Grove Dictionary of Jazz. 2002